# Ворон (фільм, 1994)
«Ворон» (англ. The Crow) — фантастичний фільм режисера Алекса Прояса 1994 року. Під час зйомок цього фільму пострілом з револьвера був смертельно поранений виконавець головної ролі Брендон Лі.

## Сюжет
30 жовтня. Ніч Диявола. Детройт. Сержант поліції Альбрехт (Ерні Гадсон) на місці злочину, де Шеллі Вебстер (Софія Шинас) побили й зґвалтували, а її наречений Ерік Дрейвен (Брендон Лі) загинув внаслідок ножового, кульового поранень і падіння з вікна. Наступного дня (на Гелловін) пара повинна була одружитись. Альбрехт зустрічає молоду дівчинку, Сару (Рошелль Девіс), яка каже, що вона була для них другом, і що вони про неї піклуватися. Альбрехт говорить їй, що Шеллі помирає.
Рік потому, ворон сідає на надгробок Дрейвена; Ерік прокидається і вибирається з могили. Тим часом, вулична банда, на чолі з T-Бердом (Девід Патрік Келлі), влаштовує низку пожеж у місті. Ерік йде до своєї старої квартири і знаходить її покинутою і занедбаною. Він пригадує власну смерть, і винних у ній: Тін Тіна, Фанбоя і Сканка. Незабаром Ерік з'ясовує, що будь-які поранення на його тілі одразу гояться. Слідуючи за вороном, він вирушає мститись за вбивство Шеллі.
Ворон допомагає Еріку знайти та вбити Тін Тіна. Потім він прямує у ломбард, де Тін Тін заклав обручку Шеллі. Ерік змушує власника, Гідеона, повернути кільце і підриває магазин, дозволяючи Гідеону вижити, аби він міг попередити інших. Ерік знаходить, Фанбоя з матір'ю Сари, Дарлою. Після вбивства Фанбоя, Ерік дає Дарлі зрозуміти, що Сара потребує гарної матері. Дрейвен навідує Альбрехта, пояснюючи, ким він є і чому він тут. Альбрехт розповідає йому все, що він знає про смерть Шеллі і що він бачив, як вона страждала протягом тридцяти годин, перш ніж померти. Сара йде у квартиру Еріка і розмовляє з ним, каже, що сумує за ним і Шеллі. Ерік пояснює, що, хоч вони й не можуть більше бути друзями, він все-ще дбає про неї.
Топ Доллару (Майкл Вінкотт) і його коханці Міці (Бай Лін) з різних джерел стають відомими дії Еріка. Топ Доллар проводить нараду зі своїми спільниками, де вони обговорюють нові плани злочинної діяльності на Ніч Диявола. Ерік приїжджає туди у пошуках Сканка. Починається перестрілка, яка спричиняє загибель майже всіх присутніх, з подальшим вбивством Сканка. Топ Доллар, і Гранг, права рука Топ Доллара, втікають.
Завершивши свою місію, Ерік повертається до могили. Сара прощається з Еріком, він віддає їй обручку Шеллі. Пізніше її викрадає Гранге та затягує до церкви, де очікують Топ Доллар і Міка. Ерік поспішає врятувати її. Гранге ранить пострілом ворона, через що Ерік втрачає невразливість. Міка хапає пораненого ворона, маючи намір забрати його містичну силу. Прибуває Альбрехт. Топ Доллар захоплює Сару і піднімається на дзвіницю. Ворон викльовує Міці очі. Ерік підіймається на дах церкви. У результаті сутички Топ Доллар гине. Сара і Альбрехт йдуть у лікарню; Ерік і Шеллі возз'єднується у могилі.
Фільм завершується монологом Сари: «Якщо людей, яких ми любимо вкрали від нас, єдиний шлях залишити їх живими — ніколи не переставати кохати їх. Будинки горять, люди вмирають, але справжня любов — назавжди».

## У ролях
- Брендон Лі — Ерік Дрейвен
- Майкл Вінкотт — Топ Доллар
- Ерні Гадсон — Сержант Албріч
- Рошелль Девіс — Сара
- Бай Лін — Міка
- Софія Шинас — Шеллі Вебстер
- Девід Патрік Келлі — «T-Bird»
- Лоуренс Мейсон — «Тін Тін»
- Майкл Массі — «Фанбой»
- Тоні Тодд — «Грейндж»
- Білл Реймонд — Мікі